# بيل ريمون
بيل ريمون (بالإنجليزية: Bill Raymond)‏ هو ممثل أمريكي، ولد في 9 سبتمبر 1938 بسان فرانسيسكو في الولايات المتحدة.

## أعمال

### أفلام
- (1994) الغراب[4]
- (1995) 12 قردا[5]
- (1999) الإعصار[6]
- (2000) الخريف في نيويورك[7][8][9]
- (2003) دوجفيل[10]
- (2007) مايكل كلايتون[11]
- (2012) لينكون[12]

## وصلات خارجية
- بيل ريمون على موقع IMDb (الإنجليزية)
- بيل ريمون على موقع ألو سيني (الفرنسية)
- بيل ريمون على موقع ميوزك برينز (الإنجليزية)
- بيل ريمون على موقع أول موفي (الإنجليزية)
- بيل ريمون على موقع أول موفي (الإنجليزية)
- بيل ريمون على موقع قاعدة بيانات الأفلام السويدية (السويدية)
- بيل ريمون على موقع قاعدة بيانات الفيلم (الإنجليزية)
- بيل ريمون على موقع كينوبويسك (الروسية)